# Pseudostixis vicina
Pseudostixis vicina là một loài bọ cánh cứng trong họ Cerambycidae.